# Comuna Șenderiv, Tîvriv
Șenderiv (în ucraineană Шендерів) este o comună în raionul Tîvriv, regiunea Vinnița, Ucraina, formată din satele Potuș și Șenderiv (reședința).

## Demografie
Componența lingvistică a satului Șenderiv
     Ucraineană (96,79%)
     Rusă (2,72%)
Conform recensământului din 2001, majoritatea populației satului Șenderiv era vorbitoare de ucraineană (96,79%), existând în minoritate și vorbitori de rusă (2,72%).